# Infoadex
Infoadex és una empresa sorgida de la fusió de Duplo i Nielsen Repress que estudia l'activitat publicitària a Espanya. Fundada el 1994, el seu primer informe va ser del 1995.
A mitjans de la dècada del 2000 va ser una empresa pionera en permetre als usuaris fer cerques a la base de dades dels servidors sense necessitat de descarregar-ho tot. A principis de la dècada del 2010 comptava amb la col·laboració de deu associacions d'empreses relacionades amb el sector que representaven la seva pràctica totalitat. Aquest fet converteix l'empresa gairebé en un monopoli. Els seus més de 100 milions de dades permeten que els usuaris del servei puguin "creuar, segmentar, extractar, resumir o descartar" les dades de la manera que considerin oportú.
Cada any proporciona les dades relacionades amb la publicitat tant pel que fa als mitjans convencionals com els diaris o internet, com pel que fa als no convencionals, com la televenda, l'autopromoció, els microprogrames i el patrocini passiu. Aquests estudis permeten conèixer les xifres de l'evolució i el funcionament del sector de la publicitat. Considera internet com un mitjà convencional, a diferència d'altres organismes.
La companyia proporciona tant informació quantitativa com qualitativa. Pel que fa a la quantitativa, els usuaris poden consultar número, mida, situació, cost i freqüència de qualsevol anunci en qualsevol mitjà. Pel que fa a les dades dels cinemes, són aportades per les mateixes empreses propietàries. I en relació amb la ràdio el sistema té en compte l'anàlisi de les emissions i les dades aportades per les empreses. La informació quantitativa es publica en dos anuaris, l'Estudi d'Agències i l'Estudi de la Inversió Publicitària. Les dades generals es poden consultar a la web oficial d'Infoadex. També ofereix informes personalitzats. Respecte la qualitativa, el 2013 aquesta empresa tenia la base de dades de productes publicitaris més gran d'Espanya i en permet la consulta als seus usuaris, així com la seva comparació entre campanyes.